# 帕特里克·莱特纳
帕特里克·莱特纳（德語：Patric Leitner，1977年2月23日—），德国男子雪橇运动员。他曾代表德国参加2002年、2006年和2010年冬季奥林匹克运动会雪橇比赛，获得一枚金牌和一枚铜牌。